# Eurostopodus
Eurostopodus és un gènere d'ocells de la família dels caprimúlgids (Caprimulgidae). Aquest gènere és distingeix dels enganyapastors del Vell Món per la manca de llargues plomes rectrius. També mostra algunes característiques que no es comparteixen amb Caprimulginae i Chordeilinae, com ser de mida més grossa o la presència variable d'orelles, juvenils amb plomatge roig, períodes d'incubació llargs i ous tacats de color marró-vermell i negre.

## Taxonomia
Els Eurostopodus són germans de la resta dels Caprimulgiformes (Barrowclough et al. 2006; Larsen et al. 2007), però no són equivalents en rang a altres famílies dels Caprimulgiformes.
Segons la Classificació del Congrés Ornitològic Internacional (versió 14,.2, 2024) aquest gènere està format per 7 espècies:
- enganyapastors argus (Eurostopodus argus).
- enganyapastors bigotut (Eurostopodus mystacalis).
- enganyapastors de les Salomó (Eurostopodus nigripennis).
- enganyapastors de Nova Caledònia (Eurostopodus exul).
- enganyapastors diabòlic (Eurostopodus diabolicus).
- enganyapastors de Nova Guinea (Eurostopodus papuensis).
- enganyapastors d'Archbold (Eurostopodus archboldi).